# رتنگ
رتنگ (به آلمانی: Rettenegg) یک منطقهٔ مسکونی در اتریش است که در وایتس واقع شده‌است. رتنگ ۷۸٫۸۷ کیلومتر مربع مساحت دارد ۸۶۲ متر بالاتر از سطح دریا واقع شده‌است.